# El Quijote de Miguel de Cervantes
El Quijote de Miguel de Cervantes es una serie de televisión estrenada por Televisión española en 1992, con dirección de Manuel Gutiérrez Aragón, producción de Emiliano Piedra y guion de Camilo José Cela, basada en la célebre novela de Miguel de Cervantes.

## Argumento
Alonso Quijano, un hidalgo manchego de unos 50 años y de mediana posición económica, queda entusiasmado de tal modo por los libros de caballería que decide salir a correr aventuras acompañado de su fiel escudero Sancho. La especial locura de Don Quijote y la fascinación de Sancho por las palabras de su señor se van revelando poco a poco, en contraste con la brutalidad y la burla de que ambos, bienintencionados personajes, son objeto por parte de aquellos a quienes tratan de ayudar.

## Ficha artística
- Fernando Rey ... Don Quijote
- Alfredo Landa ... Sancho Panza
- Francisco Merino ... El cura
- Manuel Alexandre ... El barbero
- Emma Penella ...Teresa Panza
- José Luis Pellicena ... Miguel de Cervantes Saavedra
- José Luis López Vázquez ... Posadero
- Terele Pávez ... Ama
- Charo Soriano
- Nuria Gallardo
- Esperanza Roy ... Maritornes
- Lina Canalejas
- Antonio Gamero
- Rafael Alonso
- Aldo Sambrell
- Fermín Reixach ... Cardenio
- Aitana Sánchez-Gijón ... Dorotea
- Héctor Alterio
- Eusebio Lázaro ... Ginés de Pasamonte
- Máximo Valverde
- Alejandra Grepi ... Luscinda

## Ficha técnica
- Dirección: Manuel Gutiérrez Aragón
- Producción: Emiliano Piedra
- Guiones: Camilo José Cela
- Dirección de producción: Emiliano Otegui
- Música: Lalo Schifrin
- Fotografía: Teo Escamilla
- Montaje: José Salcedo
- Dirección de arte: Félix Murcia

## Premios y candidaturas
Festival de Televisión de Cannes
| Categoría   | Persona      | Resultado |
| ----------- | ------------ | --------- |
| Mejor serie | Mejor serie  | Ganadora  |
| Mejor actor | Fernando Rey | Ganador   |

Fotogramas de Plata
| Categoría                 | Persona       | Resultado |
| ------------------------- | ------------- | --------- |
| Mejor actor de televisión | Fernando Rey  | Ganador   |
| Mejor actor de televisión | Alfredo Landa | Candidato |

Premios TP de Oro 1992
| Categoría                      | Persona                        | Resultado |
| ------------------------------ | ------------------------------ | --------- |
| Mejor serie dramática nacional | Mejor serie dramática nacional | Ganadora  |
| Mejor actor                    | Fernando Rey                   | Candidato |

Unión de Actores 1992
| Categoría                                       | Persona      | Resultado |
| ----------------------------------------------- | ------------ | --------- |
| Mejor interpretación protagonista de televisión | Fernando Rey | Ganador   |

## Audiencia
Una media de 4.583.000 telespectadores han visto la serie de Televisión Española. Entre las producciones no comerciales de los últimos años de TVE, El Quijote ha tenido los mejores resultados, tras el fracaso de Réquiem por Granada, y los modestos niveles de audiencia de Los jinetes del alba (19%) y La huella del crimen (17%).
El estreno de la serie, el 29 de enero a las 21.30, concentró ante el televisor a 7.237.600 personas, lo que supuso una audiencia media del 21,8% y un share del 45,2%.
Dentro de las comunidades con televisión autonómica, en País Vasco alcanzó el primer puesto con una audiencia media del 27,5% (522.500 espectadores) y un share del 54,8%. Su audiencia más baja se produjo en Madrid (756.800), Cataluña (977.400) y Galicia (312.000). En Andalucía fue seguida por 1.062.000 espectadores, y en Valencia, por 673.200. Tras el primer capítulo, la audiencia se mantuvo sobre los cuatro millones de telespectadores. El último episodio tuvo 3.800.000 telespectadores.

## Comentarios
El proyecto de adaptación de la obra Don Quijote de La Mancha a un formato televisivo nace con Pilar Miró en la dirección de TVE y, tras su salida en 1989, lo asumen los nuevos responsables del ente público.
Con un presupuesto de ocho millones de euros, la idea original es incluir las dos partes de la novela en sendos procesos de rodaje: una primera entrega consistiría de 8 capítulos y una segunda de 10, que debía dirigir Mario Camus. Sin embargo, los planes no se cumplen y la serie se reduce a 5 capítulos, donde se limita a recrear los sucesos del primer libro únicamente. 
La serie permanece inédita hasta comienzos de 1992. Recibe dos premios en el Festival de Televisión de Cannes y obtiene una audiencia media de 4,5 millones de espectadores. Manuel Gutiérrez Aragón elabora los nuevos guiones en el verano de 1992.
Problemas económicos de la cadena y la imposibilidad de reunir al mismo equipo tras la muerte del productor Emiliano Piedra, retrasan el rodaje de la segunda parte, que no llegaría a realizarse.
En 2002 Manuel Gutiérrez Aragón dirige la segunda parte llamada El caballero Don Quijote, en formato de película de largometraje. Los personajes principales son interpretados por Juan Luis Galiardo y Carlos Iglesias.